# Montbéliardské hrabství
Hrabství Montbéliard (francouzsky Comté de Montbéliard, německy Grafschaft Mömpelgard), resp. Knížecí hrabství Montéliard (francouzsky Comté princier de Montbéliard, německy gefürstete Grafschaft Mömpelgard), byl stát Svaté říše římské, dnes území Francie (konkrétně bývalý region Franche-Comté), s právem účasti na říšském sněmu. Centrem hrabství bylo město Montbéliard. Hrabství bylo založeno římskoněmeckým králem Jindřichem III. v roce 1042. Od roku 1444 mu vládla dynastie Württemberků a skrze ně bylo spřízněno se sousedním Württemberskem jako tzv. hrabství Württemberg-Mömpelgard. V roce 1793 bylo hrabství obsazeno francouzskou armádou a zaniklo. Po okupaci bylo území roku 1796 definitivně postoupeno Francii.

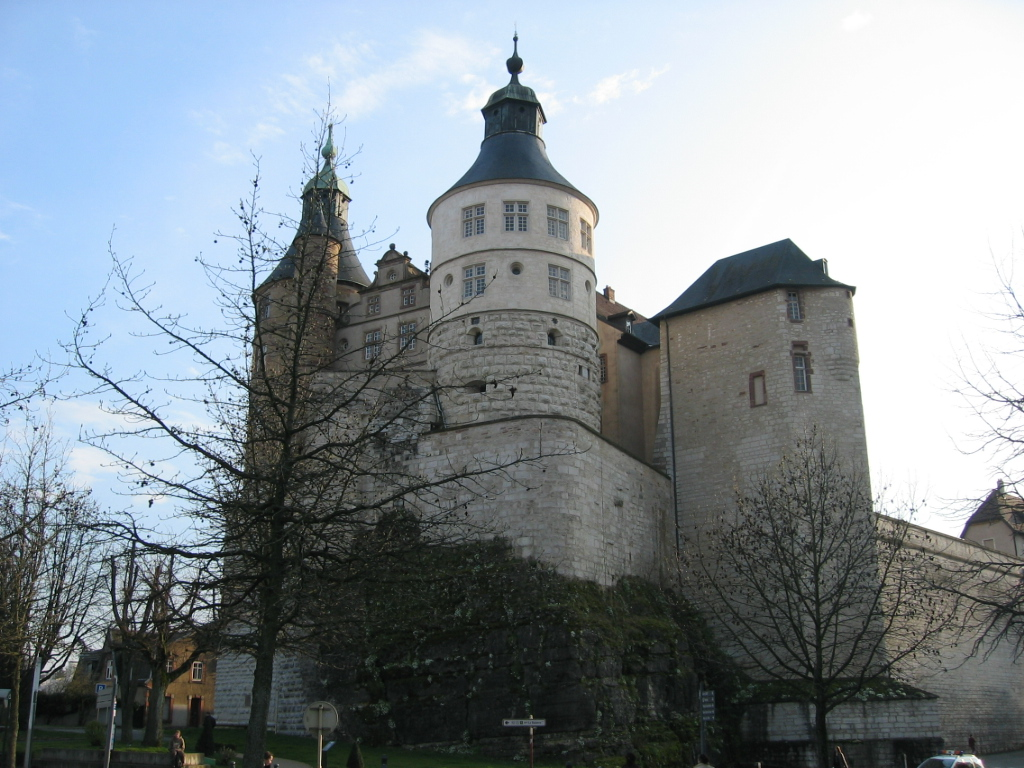
Hrad Montbéliard